# إليشا ك. غرين
إليشا ك. غرين (بالإنجليزية: Elisha K. Green)‏ هو سياسي أمريكي، ولد في 28 أغسطس 1839، وتوفي في 1917 بسبب فقر الدم الخبيث. حزبياً، نشط في الحزب الجمهوري.